# Esterházy-kastély (Csákvár)
A csákvári Esterházy-kastélyt Fellner Jakab tervei szerint, gróf galántai Esterházy János főispán kezdte építtetni 1760 és 1765 között. Először az udvarház készült el, a kastély építését 1778-ban kezdték el a fertődi kastély mintájára, eredetileg barokk-rokokó stílusban. Később Göttz Anton tervei szerint átalakították. Az 1810 és 1814 közötti földrengések miatt az épület felújításra szorult, és az átépítés után klasszicista stílusú lett, csak hátsó udvari homlokzata maradt eredeti formájában. A felújítási munkálatokat Charles Moreau tervei szerint végezték. A 365 helyiséges kastélyban volt könyvtár, képtár, színházterem, kápolna és vadászterem is. A jelenlegi konyha és ebédlő eredetileg lovarda és istálló volt. A kastély előtt két vörös márvány díszkút látható, amiket egy-egy bronz, színjátszásra utaló álarc díszít.
Az épület 1954 óta TBC-kórház, jelenleg a Fejér Vármegyei Szent György Kórház Csákvári Intézeteként működik.
77 hektáros angolparkját Isidore Canevale tervei alapján, 1779-ben kezdték el telepíteni. A kertben körülbelül 400 fafaj található, köztük több mint 200 éves platánok és vadgesztenyefák, ezenkívül több szobor és építmény is.